# جونيور ألفارادو
جونيور ألفارادو (بالإسبانية: Junior Alvarado)‏ هو فارس فنزويلي، ولد في 20 مايو 1986.